# Константув (Люблінське воєводство)
Константув (пол. Konstantów) — село в Польщі, у гміні Дзволя Янівського повіту Люблінського воєводства.
Населення — 328 осіб (2011).
У 1975-1998 роках село належало до Тарнобжезького воєводства.

## Демографія
Демографічна структура станом на 31 березня 2011 року:
|          | Загалом | Допрацездатний вік | Працездатний вік | Постпрацездатний вік |
| -------- | ------- | ------------------ | ---------------- | -------------------- |
| Чоловіки | 164     | 36                 | 107              | 21                   |
| Жінки    | 164     | 39                 | 83               | 42                   |
| Разом    | 328     | 75                 | 190              | 63                   |